# Меморіал пам'яті Героїв Базару

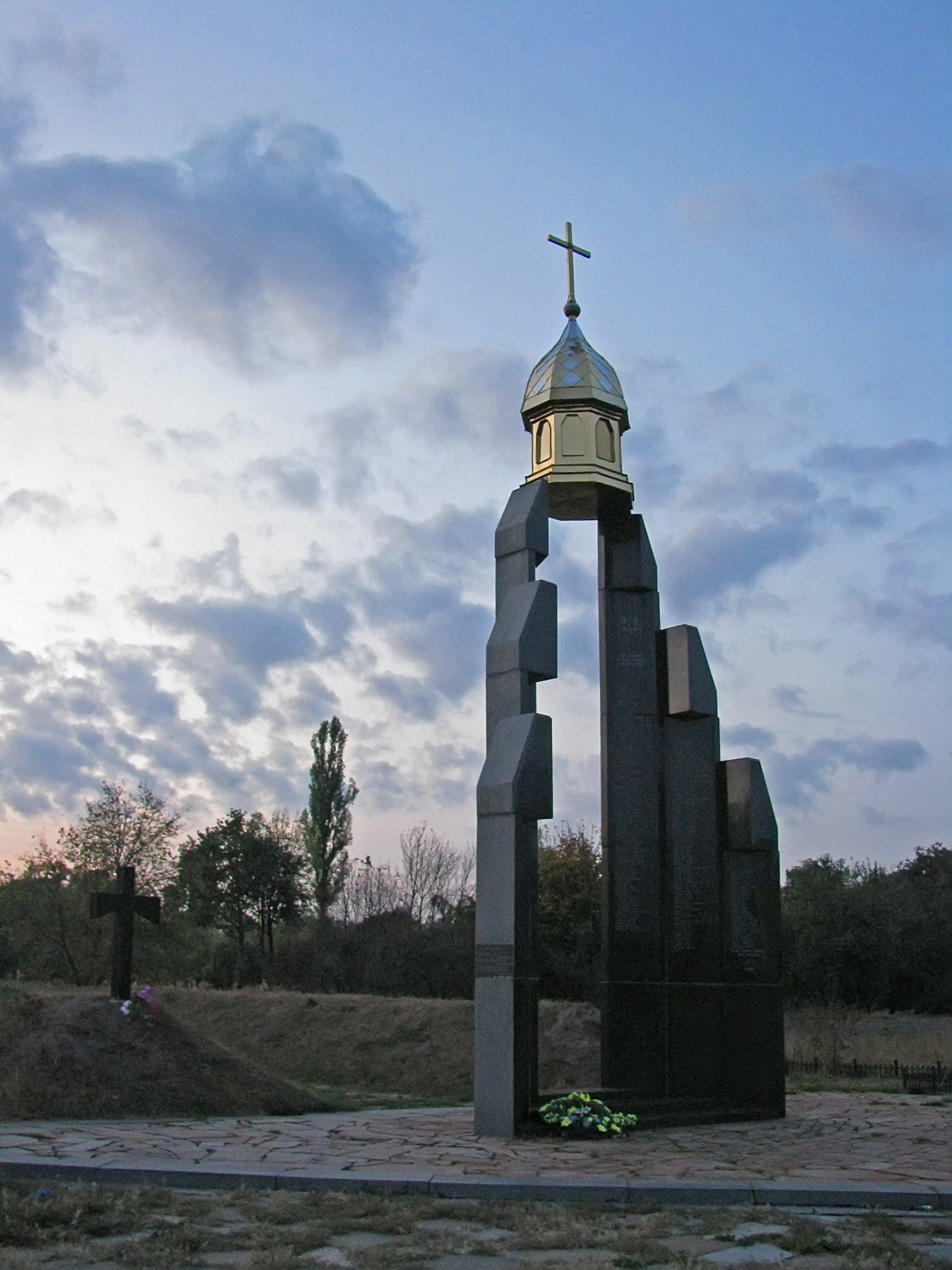
Центральна споруда меморіалу

Меморіал пам'яті Героїв Базару — вшанування пам'яті Героїв Базару — 359 полонених вояків похідної групи Армії УНР, які відмовились перейти на службу до Червоної Армії і були розстріляні 21 листопада 1921 року біля с. Базар Житомирської області.
Офіційне вшанування пам'яті Героїв Базару проводиться з 1991 року. Хоча ще у 1990 році члени житомирської організації Народного руху України збили дубовий хрест і мали намір встановити його на братській могилі. Проте міліція заборонила це робити і хрест пролежав схованим у базарівських кущах. Напередодні референдуму 1991 року з'явився хрест і табличка, на якій було написано 359 прізвищ.
У 2000 році на місці битви був відкритий Меморіал пам'яті Героїв Базару з іменами полеглих воїнів. Він був зведений за гроші українців Великої Британії. Ініціатором спорудження пам'ятника виступило об'єднання колишніх українських вояків у Великій Британії (голова д-р Святомир Фостун). Також внесли кошти і стали співфундаторами пам'ятника ще дві організації: Автокефальна церква у Великій Британії та Фундація ім. Симона Петлюри. Автор проекту — житомирський архітектор Олександр Романович Борис.
У жовтні 2002 на території меморіалу були перепоховані з братської могили біля с. Звіздаль останки 46 воїнів Армії УНР — учасників Другого зимового походу, що полягли у бою.
2007 року біля меморіалу відбулися зйомки документального фільму з серіалу «Невідома Україна» про Другий зимовий похід групи армії УНР у 1921 році й героїку українських вояків під Базаром. Меморіал Героїв Базару став визначним туристичним об'єктом Народницького району Житомирщині, щороку біля нього відбуваються урочисті поминальні заходи.